# متلازمة القيلة السحائية الجانبية
متلازمة القيلة السحائية الجانبية أو متلازمة ليمان، هي اضطراب هيكلي نادر جدًا يترافق بتشوهات في الوجه، ونقص التوتر العضلي، واضطرابات عصبية سببها القيلة السحائية. تتكون هذه البروزات من الأغشية المحيطة بالحبل الشوكي التي تخرج من فجوات في العمود الفقري (الفقرات). وغالبًا ما تظهر في أسفل العمود الفقري وتتلف الأعصاب المحيطة التي تصل إلى أنحاء مختلفة في الجسم. تتأذى وظيفة المثانة على سبيل المثال، ويشعر المصاب بالوخز أو التنميل، بالإضافة إلى صلابة الساقين وضعفهما، وآلام الظهر. يتميز المصاب بالقيلة السحائية الجانبية بحاجبين مقوسين مرتفعين، وعينين مفرطتي التباعد، وجفنين متدليين، وملامح أخرى. ًابلغ عن 14 إصابة بمتلازمة القيلة السحائية الجانبية، تأكد التشخيص جزيئيًا عند 7 حالات منها. لا علاج نوعي لهذه المتلازمة، وتُدبر الأعراض بالمعالجة الداعمة للتعامل مع القيلة السحائية الشوكية الجانبية، والتطور النفسي الحركي، والعضلات والعظام، بالإضافة إلى المعالجة المعتادة للمشاكل المرافقة.

## العلامات والأعراض
من السمات الوجهية المُشاهدة في هذه المتلازمة:
- تطاول الرأس
- فرط تباعد العينين
- تدلي الجفن
- فك سفلي صغير متراجع
- حنك مرتفع مقوس
- نثرة طويلة مسطحة
- ارتكاز سفلي للأذنين

تشمل السمات غير الوجهية لهذه المتلازمة:
- جلد مفرط المرونة
- نقص التوتر العضلي
- القيلة السحائية الجانبية
- عسر وظيفة المثانة والاعتلال العصبي

تؤدي هذه المتلازمة أيضًا إلى تأخر تطور المهارات الحركية في مرحلة الطفولة، بما في ذلك الجلوس والزحف. ولكن الذكاء لا يتأثر عادةً. من المميزات الأخرى لهذه المتلازمة ضعف العضلات في مرحلة الطفولة، وانخفاض الكتلة العضلية، ورخاوة المفاصل، والفتوق.
يعتمد التشخيص على المظهر السريري المتزامن مع التقارير الطبية السابقة، بالإضافة إلى وجود تغير مَرَضي متغاير في الجين نوتش 3.

## التشخيص
يعتمد تشخيص متلازمة ليمان على وجود عدد من ملامح الوجه المميزة، وقيلة سحائية جانبية، وفرط مرونة الجلد، ونقص التوتر العضلي. تكشف الصور الشعاعية للعمود الفقري أيضًا عن وجود قيلة سحائية جانبية. وتكشف الفحوص الجزيئية عن وجود تغير مَرَضي في الجين نوتش 3. عندما كُشف المرض في البداية، كان يُبنى التشخيص على خلل تطور النخاع الشوكي والمخيخ والقشرة المخية. من بين الحالات المُسجلة (في الفترة بين 1997-2015)، شُخص المرض دومًا قبل العشرين من العمر، وفي بعض الحالات، بعمر 5 سنوات.

## العلاج
لا يوجد حاليًا علاج لمتلازمة ليمان ويمكن فقط تدبير الأعراض. فمثلًا، تُستخدم معالجات الألم عند المرضى الذين يعانون من آلام مزمنة. نادرًا ما يكون التدخل الجراحي لازمًا لتدبير المظاهر العصبية. يستفيد بعض المرضى من إعادة التأهيل، والعلاج الفيزيائي، بالإضافة إلى العلاجات المعتادة لتدبير الحنك المشقوق وفقدان السمع وتشوهات القلب الخلقية وتشوهات السبيل البولي التناسلي وصعوبات التغذية.

## التاريخ
وُصفت هذه المتلازمة أول مرة في ورقة علمية كتبها ليمان وآخرون في عام 1977. تحدثت هذه الورقة عن فتاة تبلغ من العمر 14 عامًا تُبدي عددًا من الموجودات المميزة. وكانت والدتها تحمل بعض هذه الموجودات أيضًا. ومنذ ذلك الحين أُبلغ عن أكثر من اثنتي عشرة حالة إضافية.

## الوراثة
يبدو أن هذه المتلازمة موروثة بطريقة جسمية سائدة. ولكن لا تُستبعد الوراثة المرتبطة بالصبغي إكس تمامًا. تبين أن عدد الذكور المصابين بمتلازمة ليمان يساوي عدد الإناث، وهو ما يشير إلى أن نمط الوراثة جسدي سائد، أي أنه لا يرتبط بالصبغي إكس.